# Dood element
Een dood element is een term die bij sport gebruikt wordt om een zaak of persoon aan te duiden die het spel kan beïnvloeden zonder bij de deelnemende spelers te behoren. Voorbeelden zijn:
- Het weer, zoals wind en regen. Een sporter die de wind mee of tegen heeft, heeft daar voor- of nadeel van ten opzichte van andere deelnemers. Hij kan zich er niet op beroepen dat de krachtmeting oneerlijk was.
- Dieren. Een hond die het voetbalveld oploopt kan het spel beïnvloeden en zelfs een doelpunt maken. Als aan andere voorwaarden voldaan is, is dat een geldig doelpunt. Het maakt eigenlijk geen verschil of de bal door een hond of door een windvlaag van koers veranderde.
- De scheidsrechter. Hij zal vermijden dat hij door de bal geraakt wordt en ook dat hij de spelers belemmert, maar als dat toch gebeurt, wordt het spel voortgezet alsof er niets gebeurd is.
- Hoekvlaggen en doelpalen in het voetbal.

Voor toeschouwers die zich bewust met het spel bemoeien gelden andere regels. Dat kan ook het geval zijn als de hierboven genoemde hond door een toeschouwer getraind is.